# Yacas
Yacas es un programa de álgebra computacional (CAS) de uso simple, de código abierto, y de propósito general. Su nombre es un acrónimo de Yet Another Computer Algebra System, su equivalente en español sería similar a: "Otro Programa Más de Álgebra Computacional".
Yacas es diseñado en su propio lenguaje de programación, en los que nuevos algoritmos pueden ser fácilmente implementados. Este lenguaje se encuentra cercanamente emparentado con LISP WH89, e incluye la transformación de expresiones (reescritura de términos) como una característica básica de este lenguaje.
Yacas maneja entradas y salidas en archivos de texto ASCII o en OpenMath, tanto de forma interactiva, como por lotes de archivos.